# Haplolobus acuminatus
Haplolobus acuminatus är en tvåhjärtbladig växtart som först beskrevs av Karl Moritz Schumann, och fick sitt nu gällande namn av Herman Johannes Lam. Haplolobus acuminatus ingår i släktet Haplolobus och familjen Burseraceae. Inga underarter finns listade i Catalogue of Life.